# Luc Montagnier
Pour les articles homonymes, voir Montagnier.
Luc Montagnier, né le 18 août 1932 à Chabris (Indre) et mort le 8 février 2022 à Neuilly-sur-Seine (Hauts-de-Seine), est un biologiste virologue français.
Entré au Centre national de la recherche scientifique (CNRS) en 1960, dont il devient plus tard directeur de recherche émérite, il est professeur à l’Institut Pasteur, où il dirige l’unité d’oncologie virale de 1972 à 2000, professeur et directeur du Centre de biologie moléculaire et cellulaire au Queens College de l'université de la ville de New York, avant de prendre la direction d'un institut de recherche à l'université Jiao-tong de Shanghai. Il est membre de l'Académie des sciences et de l'Académie nationale de médecine.
Avec Françoise Barré-Sinoussi et Harald zur Hausen, il reçoit le prix Nobel de physiologie ou médecine de 2008, pour la découverte, en 1983, du virus de l'immunodéficience humaine (VIH) responsable du syndrome d'immunodéficience acquise (sida). Son rôle dans la découverte de ce rétrovirus est cependant discuté.
À partir de la fin des années 2000, il multiplie les prises de positions sans rapport avec son domaine de connaissances et dépourvues de fondement scientifique. Il défend notamment les théories de la « mémoire de l'eau » de Jacques Benveniste ainsi que de la téléportation de l'ADN, et prend position contre les vaccins. Les sceptiques disent qu'il est atteint de la « maladie du Nobel » (qui consiste, pour un prix Nobel, à se mettre à travailler sur des sujets dans lesquels il n'a aucune compétence ou bien sur des théories pseudo-scientifiques). Ces prises de position conduisent à sa marginalisation de la communauté scientifique.

## Biographie
Luc Montagnier est le fils unique d'un père expert-comptable originaire d'Auvergne et d'une mère au foyer d'origine berrichonne.
À partir de 1950, il mène de front des études de médecine et de sciences, d'abord à Poitiers puis à Paris. Là, à 23 ans, il est assistant à la faculté des sciences de Paris. Il se perfectionne dans les méthodes de culture de cellules humaines en conditions stériles. En 1957, la première description d'un ARN viral (celui du virus de la mosaïque du tabac) par Fraenkel-Conrat, Gierer (de) et Schramm (de) détermine sa vocation : devenir un virologue grâce à l'approche moderne de la biologie moléculaire.
En 1960, il entre au Centre national de la recherche scientifique (CNRS), puis effectue des stages en Grande-Bretagne, dans des laboratoires de virologie. En 1963, à Carshalton, dans le laboratoire de Frank Kingsley Sanders, il découvre la forme réplicative des virus à ARN, en isolant une molécule infectieuse en double hélice d'ARN analogue à celle de l'ADN dans le virus murin encephalomyocarditis (en). C'est la première fois que l'on démontre qu'un ARN peut se répliquer comme l'ADN, en produisant un brin complémentaire. Il travaille ensuite à l'institut de virologie de Glasgow, dirigé par Michael Stocker, où il montre que, chez le virus oncogène Polyomavirus, l'ADN nu seul comporte le pouvoir oncogène.
De retour en France, à l'Institut Curie, en collaboration avec Philippe Vigier, il étudie la réplication et la structure de l'ARN d'un rétrovirus, le virus du sarcome de Rous. Il démontre que ce rétrovirus intègre son patrimoine génétique dans l'ADN des cellules infectées[source secondaire nécessaire].
En 1972, à l'invitation de Jacques Monod, il crée l'unité d'oncologie virale dans le nouveau département de virologie de l'Institut Pasteur à Paris. Ses recherches vont alors porter en partie sur l'interféron et sur son rôle dans l'expression génétique des virus. À cette époque, il s'intéresse aussi aux prions, agents transmissibles non conventionnels.
En 1982, il découvre une nouvelle activité enzymatique associée aux mitochondries des cellules cancéreuses.
En 1975, il est rejoint par Jean-Claude Chermann et sa collaboratrice, Françoise Barré-Sinoussi, spécialisés dans la recherche de transcriptase inverse, qui s’attellent à chercher des rétrovirus infectant des humains.

### Découverte du VIH
En 1983, c'est la découverte avec ses collaborateurs Jean-Claude Chermann et Françoise Barré-Sinoussi d'un nouveau rétrovirus humain, appelé dans un premier temps Lymphadenopathy Associated Virus (LAV), maintenant reconnu comme le virus agent causal du sida. L'équipe qu'anime Luc Montagnier dès le début de cette découverte s'attache, dans des conditions difficiles, à caractériser ce nouveau virus et à démontrer son rôle dans le sida, notamment par l'étude de ses propriétés biologiques et la mise au point d'un test de diagnostic sérologique.
En 1986, le groupe de Luc Montagnier découvre un second virus associé au sida en Afrique de l'Ouest, mais très différent du premier par ses séquences moléculaires.
Luc Montagnier est le premier chef du nouveau département « Sida et rétrovirus » de l'Institut Pasteur, à Paris, qu'il dirige de 1991 à 1997.
Par ailleurs, Montagnier et ses collaborateurs démontrent que des mycoplasmes augmentent considérablement l'effet cytopathogène du virus. Cette observation est le point de départ d'une recherche encore en cours sur le rôle des cofacteurs infectieux dans la virulence et l'effet pathogène du virus, recherche pouvant conduire à de nouvelles approches thérapeutiques et vaccinales.
En 1993, il crée la Fondation mondiale prévention et recherche sida (FMPRS), sous l'égide de l'Organisation des Nations unies pour l'éducation, la science et la culture (UNESCO), dont le but est de créer des centres de recherche en Afrique. En 1997, alors âgé de 65 ans, il peut continuer à travailler comme chercheur émérite, mais la loi lui interdit de diriger un laboratoire de recherche en France. C'est pour cette raison qu'à partir de cette année et jusqu'en 2001, il est professeur et directeur du Centre de biologie moléculaire et cellulaire au Queens College de l'université de New York,.

### Fin de carrière
En 2010, Luc Montagnier annonce qu'il fuit le « climat de terreur intellectuelle » en France pour prendre la direction d'un nouvel institut de recherche en Chine à l'université Jiao-tong de Shanghai, afin de poursuivre ses recherches sur la formation dans l'eau de « nanostructures » induites par l'ADN,.
En 2012, alors que Montagnier est pressenti pour présider un laboratoire de recherches au Cameroun, 44 autres prix Nobel signent une lettre au président du pays pour dénoncer « [les solutions de Montagnier] qui n’ont aucun début de preuves scientifiques » et le prévenir d'« un impact désastreux sur la qualité du système de santé au Cameroun ».
Il finit par faire l'objet de vives critiques et même d'être accusé de charlatanisme à partir des années 2000. Il affirme en effet que l'ADN émettrait spontanément des ondes électromagnétiques quand il est fortement dilué dans l'eau, ce qui permettrait une « téléportation de l'ADN ». Il propose aussi le traitement du sida au Cameroun par l'alimentation et l'homéopathie. Ses affirmations polémiques sont notamment basées sur les théories de la « mémoire de l'eau » de Jacques Benveniste,,,,.
Des sceptiques, parmi lesquels le chirurgien David Gorski, le disent atteint de la « maladie du Nobel » (qui consiste, pour un prix Nobel à se mettre à travailler sur des sujets dans lesquels il n'a aucune compétence ou bien sur des théories pseudo-scientifiques),,.

### Recherches et déclarations controversées
Au fur et à mesure que sa renommée augmente, Luc Montagnier est de plus en plus attiré par des théories douteuses, parmi lesquelles sa conviction que les mycoplasma sont un cofacteur essentiel du sida et que l'ADN émet un rayonnement électromagnétique. Par ailleurs, les recherches effectuées par ses fondations, créées à grands frais à New York et en Afrique, ne débouchent sur rien.

#### Téléportation de l'ADN et «applications» polémiques
Dans deux publications datant de 2009, dans une revue dont il préside le comité de rédaction, Montagnier et son équipe décrivent une propriété inédite de l'ADN d'agents infectieux, les bactéries dans un cas et le VIH dans l'autre : l'ADN induirait des nanostructures dans l'eau émettant des ondes électromagnétiques de basse fréquence après filtration, agitation et dilution.
À partir de ses expériences, Montagnier émet l'hypothèse que des bactéries seraient impliquées dans l'autisme et d'autres maladies chroniques, qu'il pourrait détecter avec sa méthode. Présentées lors d'une intervention en 2012 à l’Académie nationale de médecine, ses déclarations font de nouveau scandale.
En 2015, l'équipe de Montagnier annonce avoir enregistré les signaux électromagnétiques que l'ADN émettrait, et avoir pu les envoyer par mail à un laboratoire italien qui s'en serait servi pour reconstituer à l'identique l'ADN « enregistré » dans un tube d'eau pure ainsi « informée ». Cette expérience a valu au professeur d'être la « risée » du monde scientifique, qui a simplement ignoré ces résultats considérés comme « absolument invraisemblables »,.
Luc Montagnier indique se rapprocher des recherches et des thèses du docteur Jacques Benveniste, dont certaines théories sont considérées comme étant le résultat de fraudes scientifiques ou d'artefacts expérimentaux. En 2010, il décrit Jacques Benveniste comme un « Galilée des temps modernes ».

#### Sida
Dans le documentaire « résolument anti-science » (selon Le Figaro) The House of Numbers de 2009, qui nie la relation de causalité du VIH envers le sida, Luc Montagnier a déclaré qu'avec un bon système immunitaire, épaulé d'une bonne alimentation antioxydante, l'organisme pouvait se débarrasser du VIH en quelques semaines.
En 2010, à l'âge de 78 ans, il est recruté dans le cadre de son projet par l'université Jiao-tong de Shanghai, en Chine.

#### Papaye fermentée
En 2002, Luc Montagnier propose au pape Jean-Paul II de guérir sa maladie de Parkinson à l'aide de gélules à base de papaye fermentée, dont l'effet antioxydant protégerait du vieillissement. Il déclare, évoquant des essais non publiés : « On a essayé sur des patients atteints de sida, en Afrique, qui étaient sous trithérapie. Avec la papaye, leur système immunitaire se rétablissait beaucoup mieux », et que le traitement permettrait aussi de lutter contre l'alcoolisme. À l'occasion de la publicité offerte par ce chercheur, les pharmacies françaises se mettent à vendre différentes préparations à base de ce fruit fermenté. L'Agence française de sécurité sanitaire des aliments (Afssa) est saisie en 2004 et rend un avis concluant qu'aucune démonstration de l'implication de la préparation de papaye fermentée n'est apportée et que toutes les vertus prétendues sont avancées sans preuves scientifiques et simplement diluées dans des considérations biologiques générales sur le système anti-oxydant, le vieillissement ou le système immunitaire.

#### Autisme
En mars 2012, Luc Montagnier tient une conférence devant l'Académie nationale de médecine au cours de laquelle il assimile l'autisme à une « épidémie » liée à des facteurs environnementaux comme les pesticides et des rayonnements électromagnétiques, et parle d'une « piste microbienne ». Cette même année, il co-crée l'association Chronimed, dans le but de rechercher des causes infectieuses à l'autisme. Selon lui, un traitement des personnes autistes pourrait se faire par antibiotiques, avec un taux de succès de 55 %,. Ces allégations ne sont soutenues par aucune étude avec groupe de contrôle, la guérison de l'autisme étant une notion très controversée.
D'après Jean-Yves Nau, journaliste et docteur en médecine, Luc Montagnier a déployé « une grande énergie » afin de tenir cette conférence et présenter sa théorie microbienne de l'autisme devant l'Académie nationale de médecine et d'obtenir qu'elle soit filmée. Après cette conférence, l'institution prend ses distances avec lui,. Une « affaire Chronimed », impliquant l'ouverture d'une enquête pour mise en danger des centaines d'enfants auxquels des médicaments ont été prescrits hors autorisation de mise sur le marché au prétexte de guérir leur autisme, éclate en 2020,,.

#### Maladie de Lyme
En 2016, Luc Montagnier, qui croit à une forme chronique de la maladie de Lyme, propose une approche pour le moins inédite — décriée et considérée comme insensée par la majorité du corps médical — qui permettrait de diagnostiquer cette maladie là où d'autres tests, plus traditionnels et d'ordinaire couramment pratiqués, auraient précédemment échoué à détecter la présence de bactéries borrélies reconnues comme étant les principaux vecteurs de transmission, s'effectuant généralement par le biais de morsures de tiques infectées. Le professeur Daniel Christmann, chef du service des maladies infectieuses des Hôpitaux universitaires de Strasbourg, réfute la pertinence d'une telle méthode qui consisterait à « capt[er] des ondes électromagnétiques émises par l'échantillon de sang étudié ». Certains médecins prescrivaient à leurs patients de faire réaliser ce test en adressant leurs échantillons à feu la société Nanectis — créée en 2006, puis fermée en 2018 « à cause de charges salariales trop lourdes et de manque de capitaux » — gérée, à l'époque, par Luc Montagnier,. Les analyses auraient alors coûté à chaque patient entre 300 et 400 €, à régler sous la forme d'un « don libre », c'est-à-dire en partie déductible des impôts.

#### Vaccins
Le 7 novembre 2017, avec Henri Joyeux, médecin alors radié de l'Ordre pour ses positions sur la vaccination, il participe à une conférence de presse où il déclare être d'accord avec plusieurs arguments des anti-vaccins tous réfutés par la communauté médicale,, :
- les vaccins seraient responsables de morts subites du nourrisson ;
- les adjuvants à base de sel d'aluminium seraient « responsables d’une tempête immunitaire chez le nourrisson » ;
- le « paracétamol, que l'on donne aux nourrissons quand ils ont une réaction au vaccin, c’est du poison ».

À la suite de ces déclarations, l'Académie nationale de médecine et l'Académie nationale de pharmacie publient un communiqué commun condamnant des propos « qui ne reposent sur aucune base scientifique »,.
Une centaine d'académiciens des sciences et de médecine co-signent une tribune à la suite de cet événement, qui considèrent que Montagnier « utilise son prix Nobel pour diffuser, hors du champ de ses compétences, des messages dangereux pour la santé, au mépris de l’éthique qui doit présider à la science et à la médecine ». Selon la Revue médicale suisse, le professeur — « séduit par l'irrationnel » — est « renié par l'Institut Pasteur, dont il est toujours professeur émérite, et dénoncé par l’Académie nationale de médecine, dont il est toujours membre sans jamais plus y mettre les pieds ».
Pour Le Figaro, Montagnier « signe son arrêt de mort scientifique », après un « lent naufrage » depuis ses déclarations sur la mémoire de l'eau, ou celles sur les Africains et le VIH. La presse publie des articles où les arguments de Montagnier sont réfutés un par un,,. Par exemple, Montagnier déclare : « Certains enfants décèdent 24 heures après avoir été vaccinés. On a quand même le droit de s’interroger sur cette corrélation temporelle. C’est juste du bon sens. » Robert Cohen, professeur de pédiatrie et infectiologue à l’hôpital de Créteil, répond qu'il est simple d'expliquer cette corrélation temporelle : les premiers mois de la vie du bébé sont à la fois ceux où la mort subite est la plus fréquente, et ceux où on les vaccine. Il est donc naturel que, statistiquement, certaines morts subites aient lieu quelques jours après la vaccination. Le magazine en ligne Slate observe même que d'après une étude anglaise de grande ampleur menée entre 1993 et 1996, le taux de mort subite est inférieur parmi les enfants vaccinés que parmi ceux qui ne le sont pas.

#### Coronavirus SARS-CoV-2
En avril 2020, Luc Montagnier émet l'hypothèse que le coronavirus 2 du syndrome respiratoire aigu sévère à l'origine de la pandémie de Covid-19, est « sorti d’un laboratoire chinois avec de l’ADN de VIH », une séquence du virus de l'immunodéficience humaine aurait été introduite dans le génome du coronavirus.
Cette thèse est réfutée par la communauté scientifique, ; les séquences « sont de tout petits éléments que l’on retrouve dans d’autres virus de la même famille, d’autres coronavirus dans la nature. Ce sont des morceaux du génome qui ressemblent en fait à plein de séquences dans le matériel génétique de bactéries, de virus et de plantes », précise notamment le virologue Étienne Simon-Lorière,, de l'Institut Pasteur.
Selon le journal Le Monde, « Aucun emprunt génétique suspect – notamment au virus du VIH comme certaines théories complotistes, relayées entre autres par le professeur Luc Montagnier, le suggèrent – ne permet de dire qu’il y aurait eu intervention humaine ».
Luc Montagnier tient également des propos erronés à propos des vaccins, affirmant en 2020 dans le documentaire complotiste Hold-up que « c’est la vaccination qui a créé les variants » - alors que ceux-ci étaient apparus avant le début des campagnes de vaccination,,.

### Mort
Luc Montagnier meurt le 8 février 2022 à l'hôpital américain de Paris à Neuilly-sur-Seine à l'âge de 89 ans,. Un hommage populaire a lieu le 22 février au cimetière du Père-Lachaise, dans le 20e arrondissement de Paris. Il est ensuite inhumé sur l'île d'Oléron[réf. souhaitée].

## Attribution du Nobel

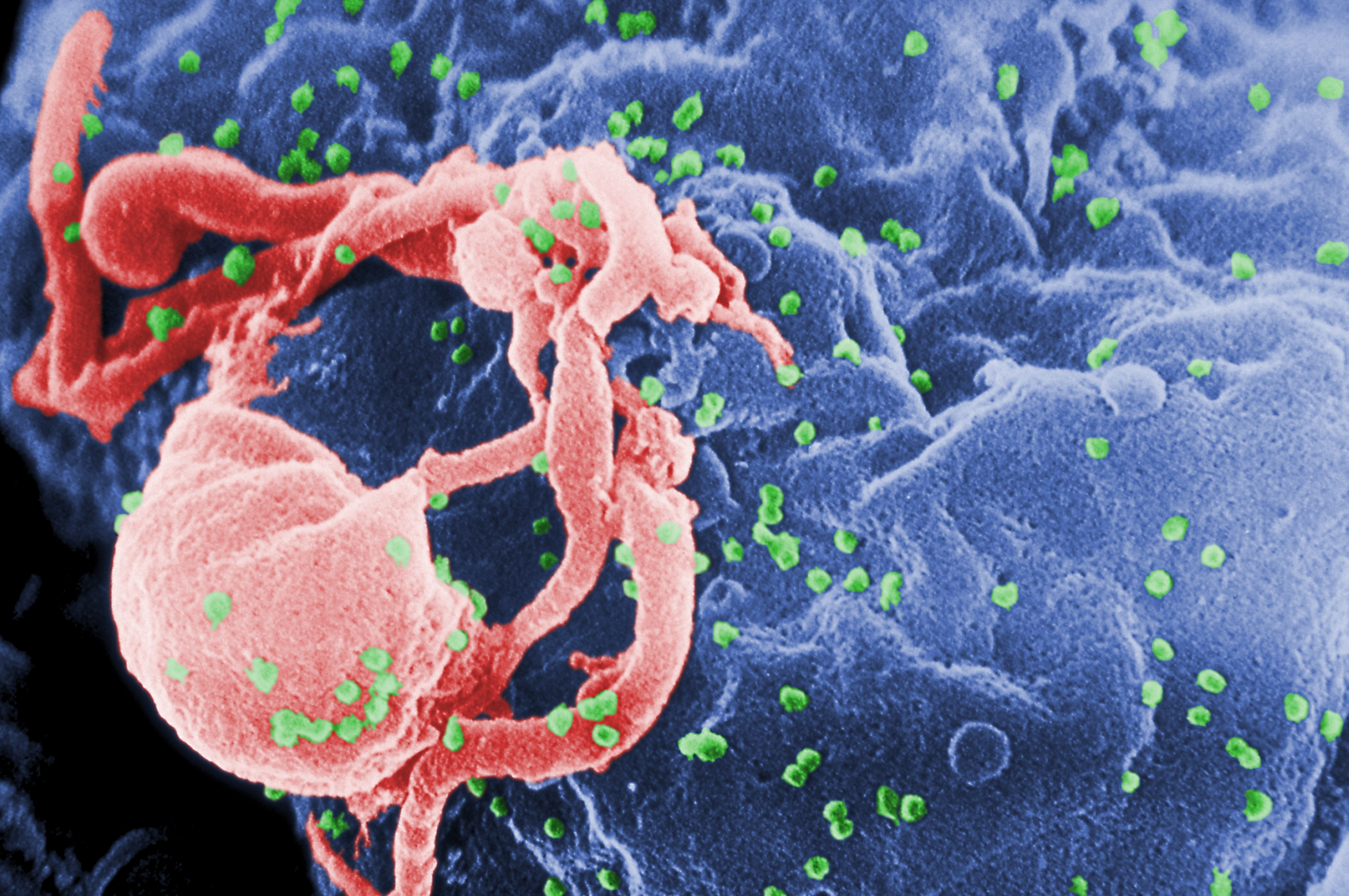
Virus HIV fixé sur un lymphocyte vu au microscope électronique (fausses couleurs, le VIH est en vert).

En janvier 1983, Willy Rozenbaum, un infectiologue travaillant à l’hôpital de la Pitié-Salpétrière, prélève, pour le compte de Jean-Claude Chermann, un ganglion cervical chez « Bru », un jeune homosexuel de trente-trois ans, Frédéric Brugière, qui présente des adénopathies suspectes depuis un mois, après avoir séjourné à New York en 1979 et y avoir eu de nombreux partenaires sexuels. Frédéric Brugière mourra du sida en 1988.
Les lymphocytes du prélèvement sont mis en culture, le jour même à l’Institut Pasteur, par l'équipe de Luc Montagnier (l'équipe de Jean-Claude Chermann travaillant avec des rétrovirus contrairement au Dr Montagnier, pour éviter les risques de contamination) en présence d’interleukine 2 (qui stimule la culture des lymphocytes T) et de sérum anti-interféron (qui assure une bonne production de virus par les cellules). Après 15 jours de culture, Jean-Claude Chermann et Françoise Barré-Sinoussi détectent une faible activité transcriptase inverse. Cette enzyme est produite par les rétrovirus pour intégrer spécifiquement l'ADN de sa cible. Cette activité enzymatique persiste jusqu’au 26 janvier 1983, puis disparaît avec la destruction des lymphocytes. Jean-Claude Chermann verse le liquide de la première culture sur une nouvelle culture de lymphocytes, provenant d’un second donneur de sang. L’activité enzymatique réapparait avec ces lymphocytes, traduisant la reprise d'une activité virale du VIH. Ils concluent donc bien à un rétrovirus, mais celui-ci est différent des rétrovirus connus. En effet, le virus T-lymphotrope humain (HTLV-1) ne détruit pas les cellules infectées, et les anticorps anti-HTLV-1 fournis par Robert Gallo, le découvreur du rétrovirus, ne reconnaissent pas le nouveau virus.
Le 4 février 1983, le virus est vu au microscope électronique à la surface des lymphocytes par Charles Dauguet, à l’Institut Pasteur ; entouré d’une enveloppe, il ressemble davantage à un lentivirus qu’à un HTLV-1. Il est appelé LAV, pour Lymphadenopathy-Associated Virus, après avoir été isolé chez d’autres patients atteints d’un sida avéré et une fois que son tropisme pour les lymphocytes CD4 a été démontré.
La découverte est publiée dans le numéro de Science du 20 mai 1983, à côté d’un autre article de Robert Gallo et Myron (Max) Essex impliquant le HTLV-1 (renommé Human T-Leukémia virus) comme cause du sida,.
En septembre 1983, Jean-Claude Chermann présente les résultats à Long Island, en apportant la preuve de l’existence d’anticorps anti-LAV détectés par la méthode immuno-enzymatique ELISA mise au point à l’hôpital Bichat-Claude-Bernard. Gallo conteste l’appartenance du LAV au groupe des rétrovirus, rapporte la présence du HTLV-1 ou d’anticorps anti-HTLV-1 chez des patients atteints du sida, et présente pour la première fois le virus HTLV-III (Human T-Lymphotropic Virus). C’est le début de la controverse.
À partir du HTVL-III isolé par culture entre le 15 novembre 1983 et janvier 1984, l’équipe de Gallo met au point un test sérologique positif chez 88 % des malades du sida. Cette souche n'est pas comparée au LAV, mais, en fait, il s’agit du même virus, appelé LAV/HTLV-III puis VIH (virus de l'immunodéficience humaine) par une commission de nomenclature en 1986.
Le séquençage du génome de ce virus à ARN, réalisé dès 1984 à l’Institut Pasteur, montre qu’il est très variable en raison des erreurs commises par la transcriptase inverse lors de la réplication, or la souche du LAV isolée par Jean-Claude Chermann et celle du HTLV-III de Robert Gallo sont pratiquement identiques. Jean-Claude Chermann a envoyé son virus à Robert Gallo (à la demande expresse de Mikulas Popovic, collaborateur de ce dernier) dès le 17 juillet 1983. Robert Gallo n’admettra jamais avoir triché, mais la polémique se terminera par un compromis relatif au partage des droits sur la mise au point du test sérologique de dépistage.
Luc Montagnier entre alors en jeu en tant que directeur de Jean-Claude Chermann, pour défendre la découverte de l'Institut Pasteur. À l'époque, son équipe ne travaille pas sur les rétrovirus : c'est donc par son rôle de responsable administratif de Jean-Claude Chermann qu'il se retrouve lié à la découverte. Le conflit entre Luc Montagnier et Robert Gallo pourrait alors se solder par un accord stipulant que l'équipe américaine est co-découvreuse du virus. Mais Jean-Claude Chermann refuse de signer l'accord. Un an plus tard, forcé par Luc Montagnier, il signe et démissionne de l'Institut Pasteur. Luc Montagnier reprend alors les travaux de Jean-Claude Chermann.
La paternité unique des pasteuriens, dans la découverte du virus, sera ensuite définitive – bien que les travaux de Robert Gallo aient été essentiels pour la connaissance du virus – et confirmée par l'attribution du prix Nobel de physiologie ou médecine, le 6 octobre 2008, à Françoise Barré-Sinoussi et Luc Montagnier, décision qui exclut le groupe de Robert Gallo de la découverte.
Si Luc Montagnier se présente comme le découvreur du virus, son équipe, en revanche, ne travaillait pas sur les rétrovirus en 1983. Pour corriger ce qui peut alors paraître comme une injustice, le président Nicolas Sarkozy promet de financer les travaux que Jean-Claude Chermann a poursuivis hors de l'Institut Pasteur. Luc Montagnier et Françoise Barré-Sinoussi ont regretté de ne pas partager leur prix avec lui, alors qu'il était pourtant l'un des cosignataires de la publication de mai 1983 dans la revue américaine Science, où il rendait compte de la découverte du VIH.

## Engagements publics
Dans sa jeunesse, Montagnier est communiste. Membre du Parti communiste français (PCF), pendant la guerre d'Algérie, il est à l'initiative, en 1957, avec Michel Crouzet, d'une pétition nationale au sujet de l'affaire Audin, autrement dit de la disparition de l'universitaire Maurice Audin, arrêté, torturé et exécuté par l'armée française. Il prend part à la création du comité Audin.
Après avoir été, dès 1999, l'un des consultants pour l'épidémie de virus à l'hôpital de Benghazi en Libye, il témoigne en 2003 avec le professeur Vittorio Colizzi dans l'affaire des infirmières bulgares accusées d'avoir inoculé le virus du sida à leurs jeunes patients et établit que la contamination qu'on leur reproche est antérieure à leur arrivée,,,,.
En 2008, il est entendu comme témoin, lors du procès de l'affaire de l'hormone de croissance, pour avoir rédigé en 1980 une recommandation sur le danger de transmission de la maladie de Creutzfeldt-Jakob.

## Distinctions
Il a reçu de nombreux prix scientifiques dans sa carrière et d'honneur de par le monde.
Il est récompensé le 6 octobre 2008 pour ses travaux sur le virus du sida, dont la « découverte a été essentielle à la compréhension actuelle de la biologie de cette maladie et à son traitement antirétroviral », selon le comité Nobel.

### Prix et récompenses
- 1964 : Médaille de bronze du CNRS[83]
- 1973 : Médaille d'argent du CNRS
- 1985 : Prix Galien[84]
- 1986 : Prix Albert-Lasker avec Robert Gallo et Myron Essex
- 1986 : Prix Louis-Jeantet de médecine
- 1986 : Prix Scheele (en)
- 1986 : Prix scientifique européen Körber[85]
- 1988 : Prix Ciba-Drew (en) avec Samuel Broder (en) et Robert Gallo[86]
- 1988 : Prix japonais, avec Georges Vendryes, Donald Henderson, Isao Arita (en), Frank Fenner et Robert Gallo
- 1990 : Prix en mémoire de Karl Landsteiner (en) avec Robert Gallo[87]
- 1993 : Prix international du Roi Faisal (en) en médecine, avec Françoise Barré-Sinoussi et Jean-Claude Chermann
- 1994 : Prix Heineken de médecine
- 1994 : Prix de la commission de l'énergie atomique des États-Unis
- 1997 : Prix de la fondation Warren Alpert
- 2000 : Prix Prince des Asturies de science avec Robert Gallo
- 2008 : Prix Nobel de physiologie ou médecine avec Harald zur Hausen et Françoise Barré-Sinoussi[88]

### Décorations
- Grand officier de la Légion d'honneur le 31 décembre 2008[89]. Il est fait chevalier en 1984, promu officier le 23 mai 1991, puis devient commandeur à titre exceptionnel le 31 décembre 1993[90], sans qu'il ait atteint le minimum requis de 5 ans des conditions de promotion dans la Légion
- Commandeur de l'ordre national du Mérite (1986)[91]

### Sociétés savantes
- Membre de l'Académie des sciences
- Membre de l'Académie nationale de médecine
- Membre de l'Academia Europaea (1988)[83]

### Honneurs
Il est directeur de recherche émérite au CNRS et professeur émérite à l'Institut Pasteur.
Il a plusieurs doctorats honoris causa :
- American University of Paris (1989) [93]
- Université de Bologne (18 octobre 1989)[94]
- Université Tulane (16 mai 2009)[95]
- Whittier College en Lettres (2010)[96]
- Université Bar-Ilan (24 mai 2011)[97]
- Université Saint-Joseph de Beyrouth (mai 2011)[98]
- Université internationale de Casablanca (novembre 2015)[99]
- KU Leuven[83]
- Université de Liège[83]
- Université Aristote de Thessalonique[83]
- Albert Einstein College of Medicine[83]
- Université de Buenos Aires[83]
- Université d'Urbino « Carlo-Bo »[83]
- Université de Montréal[83]
- Université Laval[83]
- Université de Londres[83]
- Université de Bucarest[83]
- Université nationale et capodistrienne d'Athènes[83]

## Publications
Luc Montagnier est l’auteur ou le co-auteur de 350 publications scientifiques et de plus de 750 brevets.

### Ouvrages
- Luc Montagnier, Des Virus et des hommes, Odile Jacob, 1994, 300 p.
- Luc Montagnier, Sida et société française, La Documentation française, 1994
- Luc Montagnier, R.Daudel, Le Sida, Flammarion, coll. « Dominos », 1994
- Luc Montagnier, Les Combats de la vie, Jean-Claude Lattès, 2008
- Luc Montagnier, Michel Niaussat et Philippe Harrouard, Le Nobel et le Moine : dialogues de notre temps, Libra Diffusio, 2009

### Sélection d'articles
- (en) Brule F, Khatissian E, Benani A, Bodeux A, Montagnier L, Piette J, Lauret E, Ravet E., « Inhibition of HIV replication: a powerful antiviral strategy by IFN-beta gene delivery in CD4+ cells », Biochem Pharmacol, vol. 6, no 74,‎ 15 septembre 2007, p. 898-910
- (en) Ahuja SK, Aiuti F, Berkhout B, Biberfeld P, Burton DR, Colizzi V, Deeks SG, Desrosiers RC, Dierich MP, Doms RW, Emerman M, Gallo RC, Girard M, Greene WC, Hoxie JA, Hunter E, Klein G, Korber B, Kuritzkes DR, Lederman MM, Malim MH, Marx PA, McCune JM, McMichael A, Miller C, Miller V, Montagnier L, Montefiori DC, Moore JP, Nixon DF, Overbaugh J, Pauza CD, Richman DD, Saag MS, Sattentau Q, Schooley RT, Shattock R, Shaw GM, Stevenson M, Trkola A, Wainberg MA, Weiss RA, Wolinsky S, Zack JA., « A plea for justice for jailed medical workers », Science, vol. 314, no 5801,‎ 10 novembre 2006, p. 924-5
- (en) Gallo RC, Montagnier L., « The discovery of HIV as the cause of AIDS », N Engl J Med, vol. 24, no 349,‎ 11 décembre 2003, p. 2283-5
- (en) Montagnier L., « Historical accuracy of HIV isolation », Nature Medicine, vol. 10, no 9,‎ octobre 2003, p. 1235
- (en) Gallo RC, Montagnier L., « Historical essay. Prospects for the future », Science, vol. 298, no 5599,‎ 29 novembre 2002, p. 1730-1
- (en) Montagnier L., « Historical essay. A history of HIV discovery », Science, vol. 298, no 5599,‎ 29 novembre 2002, p. 1727-8
- (en) Salamon R, Marimoutou C, Ekra D, Minga A, Nerrienet E, Huët C, Gourvellec G, Bonard D, Coulibaly I, Combe P, Dabis F, Bondurand A, Montagnier L., « Clinical and biological evolution of HIV-1 seroconverters in Abidjan, Côte d'Ivoire, 1997-2000. », J Acquir Immune Defic Syndr., vol. 2, no 29,‎ 1er février 2002, p. 149-57
- (en) Moureau C, Vidal PL, Bennasser Y, Moynier M, Nicaise Y, Aussillous M, Barthelemy S, Montagnier L, Bahraoui E., « Characterization of humoral and cellular immune responses in mice induced by immunization with HIV-1 Nef regulatory protein encapsulated in poly(DL-lactide-co-glycolide) microparticles », Mol Immunol, vol. 8, no 38,‎ janvier 2002, p. 607-18